# Pau, Ciril, Eugeni i companys màrtirs
Pau, Ciril, Eugeni i companys van ser un grup de set cristians, morts en data indeterminada, entre els segles III-IV, com a màrtirs a Antioquia de Síria, actualment a Turquia. La seva memòria es commemora el 20 de març.